# NGC 791
NGC 791 je galaksija u zviježđu Ribe.

## Vanjske poveznice
- SEDS: NGC 791